# أورسولا ويزنر
أورسولا ويزنر (بالألمانية: Ulla Wiesner) (و. 1940  م) هي مغنية ألمانية، ولدت في ميونخ، شاركت في مسابقة الأغنية الأوروبية 1965.

## وصلات خارجية
- أورسولا ويزنر على موقع IMDb (الإنجليزية)
- أورسولا ويزنر على موقع ميوزك برينز (الإنجليزية)
- أورسولا ويزنر على موقع أول ميوزيك (الإنجليزية)
- أورسولا ويزنر على موقع ديسكوغز (الإنجليزية)
- أورسولا ويزنر على موقع قاعدة بيانات الفيلم (الإنجليزية)

- أورسولا ويزنر في قاعدة بيانات الأفلام على الإنترنت